# 中國會

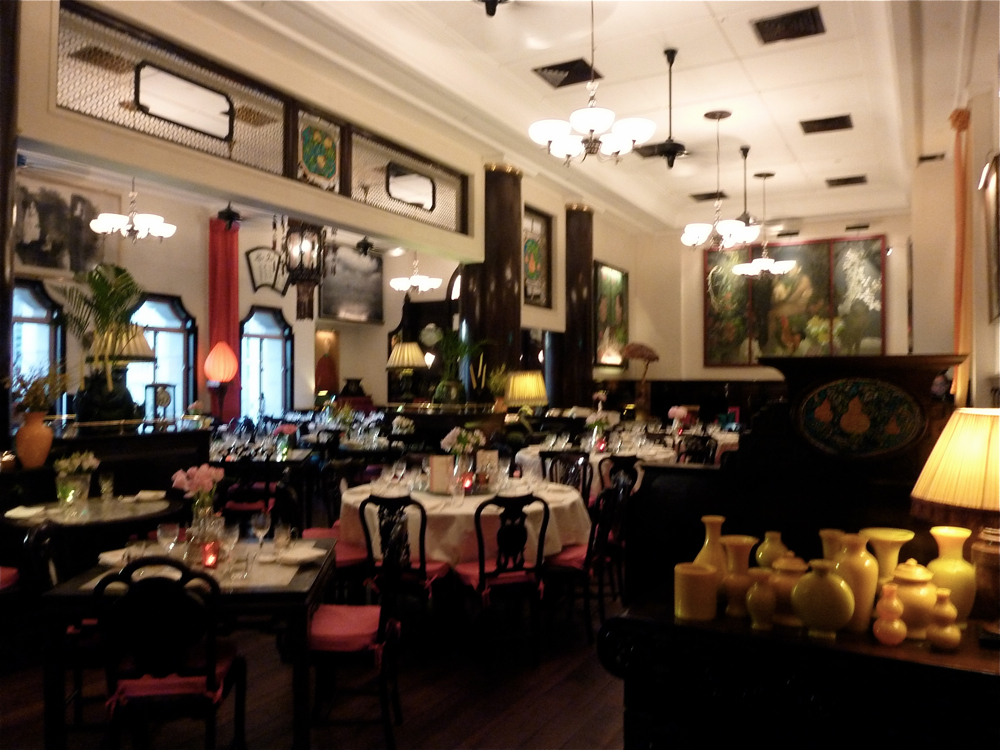
中國會內13樓餐廳

中國會（China Club）是一個高級華人私人社交會所，分別於香港、北京及新加坡設有會址提供服務。會所由香港社交界人士鄧永鏘於1991年創辦及經營。會所推行會員制度。其服務對象是銀行家、企業家、及中環工作的專業人士等，因此其收取的入會費，非普羅大眾所能負擔，成為富人飯局的聚會地點之一。

## 會址
中國會香港會址位於香港中環德輔道中2A中國銀行大廈13至14樓，共兩層，於1991年9月8日開幕，設有專用的電梯直達。會所裝修典雅，裝設不少古董、歷史文物、以及文人大家的珍貴正本藝術作品等。會所強調：「中國會內所有都是老古董，只有人才是新生的。」

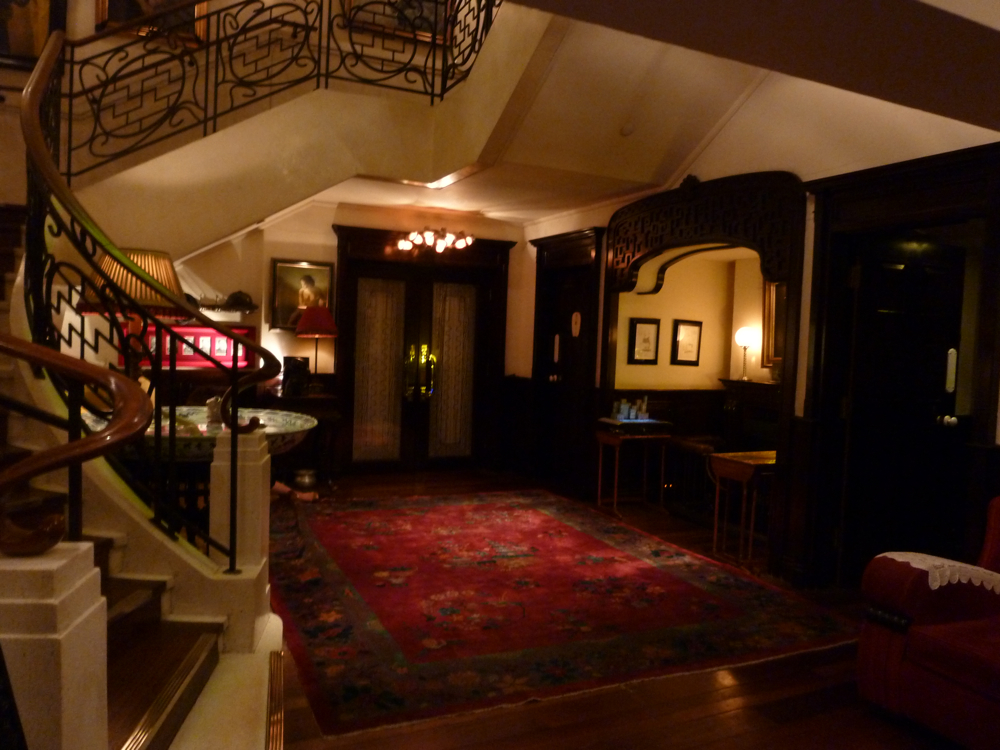
中國會內入口接待處
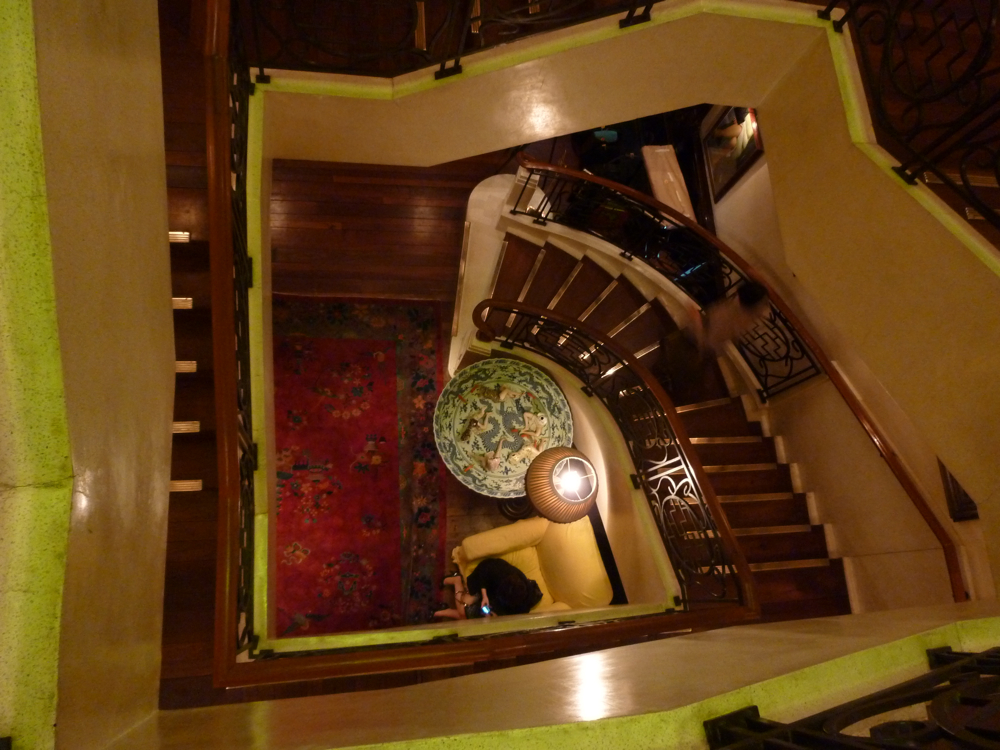
中國會內的方型的樓梯，令人走入老上海
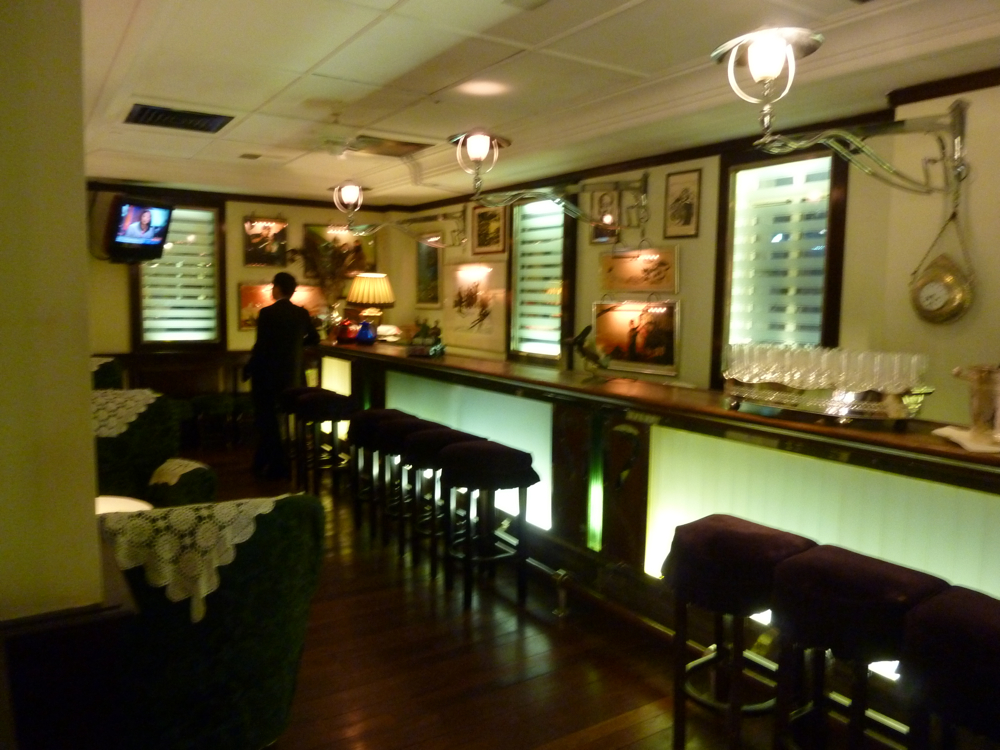
中國會內的酒吧
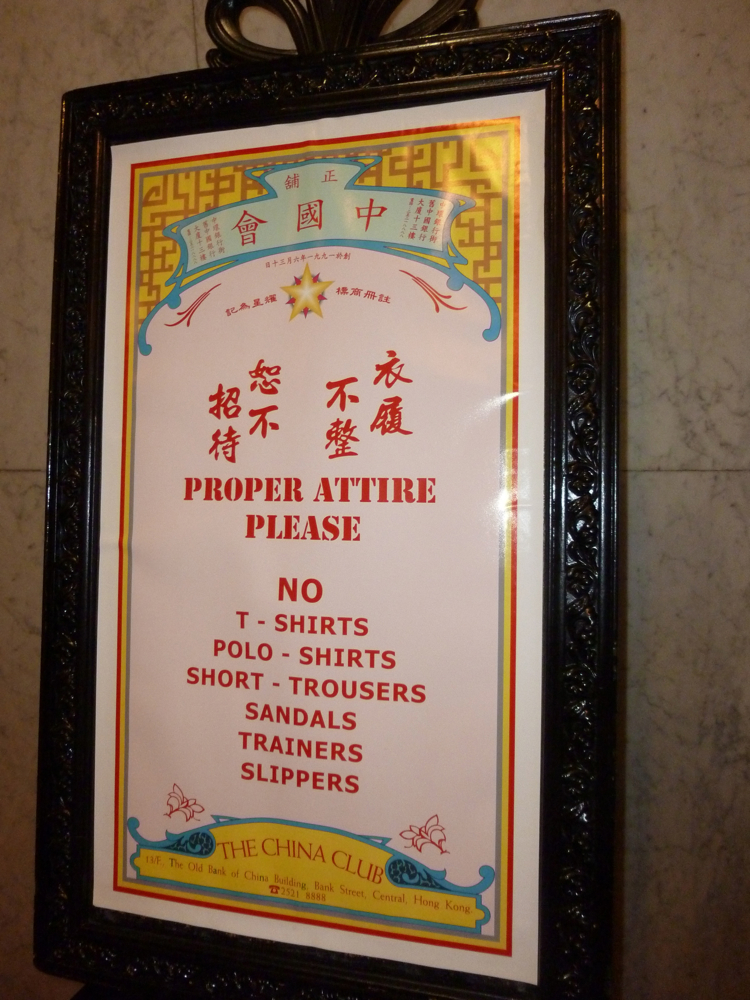
中國會入口設告示 「衣履不整，恕不招待」，以突顯會所高級貴氣

## 外部連結
- 鄧永鏘的中國會
- 中國會的资料（页面存档备份，存于）
- 中國頂級私人會所大揭密
- 美國財經雜誌《福布斯》選出全球10大「名人飯堂」，（高級華人私人社交會所），香港的中國會位列榜上。（页面存档备份，存于）